# Дебора Дріггс
Дебора Дріґґс (англ. Deborah Driggs; нар. 13 грудня 1963, Окленд, Каліфорнія) — американська модель і акторка.

## Біографія
Обрана дівчиною місяця американської версії «Playboy» у березні 1990 року, і позувала для обкладинки його квітневого номера.
З 28 червня 1992 року по 1 січня 2003 року одружена з гімнастом Мітчем Ґейлордом, в шлюбі народила трьох дітей.
Є співавторкою (разом з Керін Ріш) книжки «Hot Pink: The Girls' Guide to Primping, Passion, and Pubic Fashion».

## Фільмографія
- 1989 — «Шкільний круїз» (Class Cruise) — учениця
- 1991 — «Шоу з Джулі» (The Julie Show)
- 1991 — «Тотальна зйомка» (Total Exposure) — Кейті
- 1992 — «Нічні ритми» (Night Rhythms) — Циннамон
- 1992 — «Комендантська година 2: Під прикриттям» — Тіффані
- 1994 — «Удвох» (Twogether) — Мелісса